# Country Road
Country Road var ett countryband från Örebro i Sverige, aktivt åren 1973-1984. Bandet spelade bland annat på Grand Ole Opry i Nashville.
Bandet lyckades bland annat placera sig på svenska albumlistan.

## Medlemmar
Följande personer var medlemmar.
- Ann Persson
- Lise-Lott "Lotta"Carlsson
- Inger Stähring
- Gunnar Norsten
- Kent Larsson/Larnebrant
- Ingemar Jörhag
- Björn "Bjucke" Alriksson
- Alfred "Fred" Hansen (gitarr)
- Elisabeth Lord
- Greger Agelid
- Jan Elander
- Lennart Tybell (bas)
- Jan-Eric Karlzon
- Lennart Eriksson (trummor)

## Diskografi

### Album
- Something New and Different - 1973[5]
- Rhinestone Cowboy - 1974[6]
- Here We Go Again - 1975[7]
- On a Foggy Misty Morning - 1976[8]
- Rock 'n' Roll - 1977[9]
- Somebody's Gonna Do It - 1978[10]
- Ramblin Fever - 1980
- Country Road is Back - 1981[11]
- On the Road Again - 1982[12]
- Too Hot to Handle - 1984[13]

### Singlar
- Never Been to Spain - 1973[14]

### Fotnoter
1. ↑  ”Country Road - 70-talet - 70's”. Elisabeth Lord & Tommy Gunnarssons webbplats. Arkiverad från originalet den 4 mars 2016. https://web.archive.org/web/20160304092530/http://galleri.gunnarsson-lord.se/thumbnails.php?album=18. Läst 26 juni 2011.
2. ↑  ”Country Road”. Elisabeth Lord & Tommy Gunnarssons webbplats. 25 februari 1974. Arkiverad från originalet den 6 oktober 2014. https://web.archive.org/web/20141006163446/http://galleri.gunnarsson-lord.se/displayimage.php?album=18&pos=2. Läst 26 juni 2011.
3. ↑  ”Country Road”. Swedishcharts. http://www.swedishcharts.com/showinterpret.asp?interpret=Country+Road. Läst 26 juni 2011.
4. ↑  ”Country Road”. Elisabeth Lord & Tommy Gunnarssons webbplats. 25 februari 1976. Arkiverad från originalet den 12 oktober 2014. https://web.archive.org/web/20141012100005/http://galleri.gunnarsson-lord.se/displayimage.php?album=18&pos=3. Läst 26 juni 2011.
5. ↑  ”Something New and Different”. Svensk mediedatabas. 25 februari 1973. http://smdb.kb.se/catalog/id/001460753. Läst 26 juni 2011.
6. ↑  ”Rhinestone Cowboy”. Svensk mediedatabas. 25 februari 1974. http://smdb.kb.se/catalog/id/001460763. Läst 26 juni 2011.
7. ↑  ”Here We Go Again”. Svensk mediedatabas. http://smdb.kb.se/catalog/id/001885014. Läst 26 juni 2011.
8. ↑  ”On a Foggy Misty Morning”. Svensk mediedatabas. 25 februari 1976. http://smdb.kb.se/catalog/id/001885548. Läst 26 juni 2011.
9. ↑  ”Rock 'n' Roll”. Svensk mediedatabas. 25 februari 1977. http://smdb.kb.se/catalog/id/001891840. Läst 26 juni 2011.
10. ↑  ”Somebody's Gonna Do It”. Svensk mediedatabas. http://smdb.kb.se/catalog/id/001886677. Läst 26 juni 2011.
11. ↑  ”Country Road is Back”. Svensk mediedatabas. http://smdb.kb.se/catalog/id/001887929. Läst 26 juni 2011.
12. ↑  ”On the Road Again”. Svensk mediedatabas. 25 februari 1982. http://smdb.kb.se/catalog/id/001891592. Läst 26 juni 2011.
13. ↑  ”Too Hot to Handle”. Svensk mediedatabas. 25 februari 1984. http://smdb.kb.se/catalog/id/001891611. Läst 26 juni 2011.
14. ↑  ”Never Been to Spain”. Svensk mediedatabas. 25 februari 1973. http://smdb.kb.se/catalog/id/001460768. Läst 26 juni 2011.